# カイヌオック県
カイヌオック県（カイヌオックけん、ベトナム語：Huyện Cái Nước / 縣丐渃?）は、ベトナム社会主義共和国カマウ省の県。面積は417km²、人口は138,845人（2017年）である。

## 行政区画
以下の1市鎮10社から構成される。
- カイヌオック市鎮（Cái Nước / 丐渃）
- ドンフン社（Đông Hưng / 東興）
- ドントイ社（Đông Thới / 東泰）
- ホアミー社（Tân Bằng / 和美）
- フンミー社（Tân Lộc / 興美）
- ルオンテーチャン社（Lương Thế Trân / 梁世珍）
- フーフン社（Phú Hưng / 富興）
- タンフン社（Tân Hưng / 新興）
- タンフンドン社（Tân Hưng Đông / 新興東）
- タインフー社（Thạnh Phú / 盛富）
- チャントイ社（Trần Thới / 陳泰）